# Police politique
 (novembre 2010).
Si vous disposez d'ouvrages ou d'articles de référence ou si vous connaissez des sites web de qualité traitant du thème abordé ici, merci de compléter l'article en donnant les références utiles à sa vérifiabilité et en les liant à la section « Notes et références ».
Une police politique est un service de police qui opère généralement dans le secret pour officiellement maintenir la sécurité nationale mais dont le réel objectif est de protéger le pouvoir politique en place contre les menaces internes. Dans une démocratie, c'est un détournement des forces de police de l'État visant à protéger et favoriser un pouvoir politique en particulier.
La mise en place d'une police politique est une caractéristique des régimes totalitaires. Au lieu de faire appliquer les lois par de simples services de police, ils outrepassent l'État de droit. Leurs polices fonctionnent entièrement ou partiellement, dans le secret. Cette culture du secret vise à cacher la plupart de leurs opérations au public.

## Méthodes
La police politique a non seulement l'autorité traditionnelle de police pour arrêter et détenir, mais dans quelques cas on lui donne aussi le contrôle non surveillé de la longueur de détention. Les organisations de police politique emploient des espions internes et des informateurs civils pour trouver des leaders de protestation ou des dissidents et peuvent aussi employer des agents provocateurs pour inciter des adversaires politiques à exécuter des actes illégaux contre le gouvernement, sur quoi de tels adversaires peuvent être arrêtés. La police politique a été utilisée par de nombreux gouvernements. Les forces de police politique dans les dictatures et les États totalitaires utilisent d'habitude la violence et les actes de terreur pour supprimer l'opposition politique et peuvent procéder à des éliminations physiques (assassinats, « disparitions »).
Les actes réalisés par les polices politiques sont la plupart du temps extrajudiciaires. Ces polices ne sont pas contrôlées par la justice, mais par un parti politique.
Bien que la police politique n'existe pas, normalement, dans des États démocratiques, en cas d'urgence ou de guerre, une démocratie peut légalement accorder le maintien de l'ordre à des services de sécurité que l'on peut comparer à des polices secrètes.

## Histoire

### Polices politiques historiques

#### Algérie
- Algérie : Services de renseignement : certains éléments des Services de renseignement algériens utilisent en toute illégalité ce service pour contrôler la politique interne, interpeller des opposants politiques, infiltrer et saboter des processus de manifestations populaires

#### Albanie
- République populaire socialiste d'Albanie : Sigurimi (Drejtorija e Sigurimit të Shtetit : Direction de la Sécurité d'État)

#### Allemagne
- Reich allemand : Gestapo (Police secrète d'État)
- Allemagne de l'Est : Stasi

#### Arabie saoudite
- Arabie saoudite : Mabahith

#### Centrafrique
- République centrafricaine : Cellule d’État pour la défense des acquis démocratiques

#### Chili
- Chili : Direction nationale du renseignement (DINA), créée par Pinochet en 1973.

#### Chine
- Jinyi Wei (sous la dynastie des Ming)
- Guobao (brigade de protection de la sécurité intérieure).

#### Cuba
- Cuba : SDE (Sûreté de l'État).

#### Espagne
- Espagne : Dirección General de Seguridad (Direction générale de la Sûreté) sous Franco.

#### France
Au XVIIe siècle, Colbert et Louis XIV séparent la police de la justice à Paris par l'édit du 15 mars 1667 en la plaçant sous l'autorité d'un lieutenant de police. La Reynie (1625-1709), premier lieutenant de police jusqu'en 1697, a notamment comme tâche de veiller à la censure et à l'information du pouvoir.
Au XVIIIe siècle, une grande partie du budget de la police parisienne servait à rémunérer des indicateurs. Le lieutenant de police d'Argenson fait ficher les personnalités. Leur correspondance transitait par un Cabinet noir.
Le 25 novembre 1791, est créé un Comité de surveillance de la Législative, qui prend le nom de Comité de sûreté générale après le 10 août 1792. Il poursuit ses fonctions sous la Convention, d'abord de manière provisoire, puis de manière définitive, par le décret du 2 octobre 1792, après avoir été réorganisé.
Le Directoire fonde un ministère de la Police générale par la loi du 2 janvier 1796. En juillet 1799, Barras fait obtenir à Fouché le portefeuille de ministre de la Police générale qui a déjà eu neuf titulaires. Fouché y restera sous l'Empire. Le ministère de la Police générale, établi quai Voltaire, comprend à l'origine une division dite de la police de sûreté et de surveillance, c'est-à-dire la police secrète, et une autre consacrée à la police administrative et aux émigrés. Le ministre peut compter à Paris sur la préfecture de police créée sous le Consulat par la loi du 28 pluviôse an VIII (17 février 1800), dont la Cinquième division est responsable de la censure. Elle met en place un réseau de mouchards et a recours à des provocations policières pour se débarrasser d'opposants (voir la conspiration des poignards).
Un cabinet noir, chargé du viol des correspondances, est réservé au directeur général des Postes, mais certains employés renseignent Fouché. Restif de la Bretonne, le fameux auteur des Nuits de Paris, travaille pour lui au service des « lettres interceptées ».
Sous la Restauration, le ministère de la Police générale est supprimé (il sera rétabli par Napoléon III). Cependant, bien que la liberté de la presse ait été proclamé dans la Charte de 1830, elle est limitée par une loi sur la censure de la presse de septembre 1835, mais dès 1832, Daumier est condamné à six mois de prison pour sa caricature de Louis-Philippe en Pantagruel.
Terreur blanche : lois constitutives, qui ajoutée à l’épuration légale des éléments napoléoniens de l'administration, sont appelées la « seconde Terreur Blanche » : cette législation répressive comprend la loi de sûreté générale du 29 octobre 1815, qui suspend les libertés individuelles et permet d’emprisonner sans jugement, ainsi qu'une loi sur les cris et les écrits séditieux, le 9 novembre, prévoyant une juridiction correctionnelle, enfin, le 27 décembre, un rétablissement des cours prévôtales qui statuent en matières de crimes politiques sans jury ni appel. Ces mesures votées par la Chambre introuvable n’ont qu’une portée temporaire, car Louis XVIII fait prévaloir par la suite sa politique de conciliation. Très contestées d’un point de vue juridique, elles ont tout de même prononcé 250 condamnations.
Avec Napoléon III, la police politique du Second Empire prospère, aux dépens de la police judiciaire. En 1858, l'attentat manqué de Felice Orsini contre l'Empereur est l'occasion d'une vague de répression. Une loi de sûreté générale est promulguée en 1858, qui permet de punir de prison toute tentative d'opposition et autorise, entre autres, l'arrestation et la déportation sans jugement, d'un individu condamné pour délit politique depuis 1848. Ce projet de loi prévoit enfin des peines d'amendes ou de prisons contre ceux qui se seraient concertés en vue d'agir à l'encontre du gouvernement.
Les Renseignements généraux, créés en 1855, travaillent à prendre la température de l'opinion publique, mais aussi à surveiller les personnalités et à traquer les opposants ainsi que les propagateurs du socialisme.
Lointaine héritière du ministère de Fouché, la Sûreté générale a été instituée en juin 1853 pour succéder à l’éphémère ministère de la Police que le futur Napoléon III avait reconstitué en janvier 1852. Elle connut par la suite des fortunes diverses et de nombreux avatars : rattachée à la Préfecture de police le 30 novembre 1859, elle retrouva son autonomie en septembre 1870, sous le gouvernement de la Défense Nationale, pour la reperdre le 17 février 1874 lorsqu’elle fut à nouveau rattachée à la Préfecture de police par le gouvernement De Broglie. Ayant définitivement échappé à la tutelle de sa grande rivale, le 9 février 1876, elle n’en était pas pour autant au bout de ses peines : entre le 29 novembre 1881 et le 10 février 1882, elle devint une simple sous-direction du ministère de l’Intérieur. Pareille mésaventure lui advint à nouveau le 21 décembre 1899. C’est seulement le 31 mars 1903 qu’une loi rétablit au ministre de l’Intérieur, et cette fois définitivement, une Direction de la Sûreté Générale autonome qui allait devenir Nationale en 1934, à la suite de la réforme qui suit l’affaire Stavisky.
Sous la Troisième République, des lois scélérates de 1893-94 limitent sévèrement la liberté d'expression. Elles visaient à réprimer le mouvement anarchiste, responsable de nombreux attentats dans les années précédentes. L'expression fut notamment popularisée par Francis de Pressensé et Émile Pouget dans un pamphlet publié en 1899, Les lois scélérates de 1893-1894. C'est à la suite de la troisième de ces lois que de nombreux journaux anarchistes comme Le Père peinard, qui avaient déjà été saisis auparavant, sont interdits.
En 1934, le député Léon Daudet dénonça dans un essai les crimes de la police politique française.
Le régime de Vichy fonde une police anticommuniste (la SPAC), qui obtient une autorisation en bonne et due forme des autorités d'occupation en août 1940 afin de pouvoir réprimer les communistes. Par ailleurs, Vichy fait appel à la Milice française pour neutraliser les opposants et les résistants. Il met aussi sur pied une police antimaçonnique.
Bernard Faÿ, administrateur de la Bibliothèque nationale, fut nommé chef du Service des sociétés secrètes basé rue Cadet, chargé de classer les archives saisies dans les loges, d'orchestrer la propagande anti-maçonnique et surtout de dresser des fiches afin de répertorier tous les anciens francs-maçons, de les surveiller et de les radier des professions libérales comme de la fonction publique. Il était secondé par Henry Coston et Philippe Poirson.

#### Hongrie
- Hongrie : L'ÁVH, pour Államvédelmi Hatóság (Autorité de protection de l'État en français), est la police politique de la Hongrie stalinienne. Elle sera en place de 1945, alors que le pays est occupé par les troupes russes, jusqu'en 1956, après l'insurrection de Budapest, date à laquelle elle sera réorganisée et divisée en plusieurs branches.

#### Italie
- Agentes in rebus (Empire romain)

Les agentes de rébus, mentionnés pour la première fois en 319, faisaient d’une milice des services publics, auquel le Code de Justinien accordait une immunité contre les poursuites civiles et pénales, sauf indication contraire sanctionnées par le maître des offices.
- Frumentarii (Empire romain)
- Italie fasciste : OVRA, (Organisation de vigilance et répression de l'antifascisme), créée sous Mussolini.

#### Japon
- Japon : Tokkō, police civile de l'empire du Japon entre 1911 et 1945.

#### Pologne
- Pologne : Ministerstwo Bezpieczeństwa Publicznego (MBP, ministère de la Sécurité publique) — populairement appelé UB (sigle des bureaux locaux de la sûreté : Urząd Bezpieczeństwa) à l'époque communiste.
- SB, ZOMO

#### République Socialiste de Roumanie
- : Securitate

#### Russie et URSS
- Russie tsariste : Corps spécial de gendarmes (1817) > Troisième section de la chancellerie impériale (1826) · Okhrana
- Union soviétique : Tchéka > GPU > NKVD > MVD ·  NKGB > MGB · KGB
- Russie post-soviétique : FSB. Le GRU (Direction générale du renseignement) n'est pas à proprement parler une police politique, mais un service de renseignements militaire.

#### Autres polices secrètes
- SNI (Brésil)
- DIM (en) (Venezuela)
- Intelligence Bureau (Pakistan)
- SAVAK (Iran sous le Chah), VEVAK/VAJA (République islamique d'Iran)
- SIDE (Argentine)
- PIDE (Portugal)
- StB (Tchécoslovaquie)
- FBI, NSA, CIA (États-Unis d'Amérique)
- MI6 (Royaume-Uni)

## Police politique dans la culture populaire
- Dans le roman de George Orwell 1984, la police de la pensée réprime les « crimes de la pensée ».
- Dans la bande dessinée V pour Vendetta, « La Main » est la police politique du régime du Norsefire
- Dans le film La Vie des autres, le héros est un officier de la Stasi qui espionne un dramaturge soupçonné de comploter contre le régime.
- La chanson Disparue de Jean-Pierre Mader en référence à la dictature argentine.